# Spinea
Spinea ist eine italienische Gemeinde mit 27.676 Einwohnern (Stand 31. Dezember 2023) in der Metropolitanstadt Venedig in der Region Venetien.
Angrenzende Gemeinden sind Martellago, Mira, Mirano und  Venedig.